# Don Bosco Football Club
El Don Bosco Football Club és un club haitià de futbol de la ciutat de Pétion-Ville.
Va ser fundat el 1963. Ha estat diversos cops campió nacional.

## Palmarès
- Campionat Nacional: [6]
  - 2003 Ob, 2014 Cl, 2015 Ob, 2018 Cl

- Copa haitiana de futbol: [7]
  - 1992

- Campionat de Port-au-Prince de futbol: [6]
  - 1971

- Trophée des Champions d'Haïti: [7]
  - 2006, 2014